# Una Voce per San Marino
Una Voce per San Marino – festiwal, będący sanmaryńskimi eliminacjami do 66. Konkursu Piosenki Eurowizji w Turynie. W sekcji nowych artystów przesłuchania odbyły się między 13 grudnia 2021 a 11 stycznia 2022; cztery półfinały odbyły się w dniach 13–16 lutego; runda drugiej szansy – 17 lutego, a finał – dzień później. Finał festiwalu odbył się 19 lutego 2022, wzięło w nim udział dziewięciu nowych artystów oraz dziewięciu znanych wykonawców.

## Przebieg konkursu

### Organizacja
Szczegóły organizacji Una Voce per San Marino zostały ujawnione 22 września 2021 roku. Ogłoszono, że konkurs będzie składał się z następujących rund: 

#### Sekcja nowych artystów
1. Rejestracja artystów przebiegała od 22 września 2021 do 8 stycznia 2022. Każdy artysta mógł zarejestrować się za pomocą formularzu strony internetowej unavocepersanmarino.com.
2. Przesłuchania odbyły się pomiędzy 13 grudnia 2021 a 11 stycznia 2022. Wzięli w nich udział artyści, którzy zostali wybrani przez komisję SMRTV na podstawie ich formularzy rejestracyjnych. Spośród 299 artystów biorących udział w przesłuchaniach, 66 zakwalifikowało się do półfinałów[2].
3. Półfinały odbyły się w dniach 13–16 lutego 2022[2]. W każdym półfinale, trzech artystów z największym wsparciem jurorów automatycznie kwalifikowało się do finału. Po półfinałach 17 lutego odbyła się runda drugiej szansy, w której udział wzięło 15 artystów, którzy zajęli 4., 5., 6., 7. oraz 8. miejsca w pierwszych trzech półfinałach[2]. Z drugiej szansy czterech artystów zakwalifikowało się do finału sekcji.
4. Finał sekcji nowych artystów odbył się 18 lutego 2022. Z niego dziewięciu artystów przeszło do finału konkursu.

##### Sekcja znanych artystów
1. Uczestnicy z sekcji znanych artystów zostali zaproszeni do udziału przez sanmaryńskiego nadawcę SMRTV oraz organizatorów Una Voce per San Marino. Każdy uczestnik z tej sekcji był obywatelem Włoch[2].

##### Finał
1. Finał odbył się 19 lutego 2022. Spośród finalistów programu jury wybrało zwycięzcę festiwalu, który został ogłoszony reprezentantem kraju w 66. Konkursie Piosenki Eurowizji w Turynie. Artyści, którzy zajęli 1., 2. oraz 3. miejsce, otrzymali nagrody pieniężne o wysokości, odpowiednio: 7000, 2000 oraz 1000 euro[2].

## Sekcja nowych artystów

### Przesłuchania
Przesłuchania odbyły się pomiędzy 13 grudnia 2021 a 11 stycznia 2022.
| Dzień 1 – 13 grudnia 2021 1. Marvin Schories 2. Pascale Filomena Pia 3. Silvia Cialona 4. DanyWise 5. Camille Cabaltera 6. Giovanni and Tinashe 7. Andrea Rutigliano 8. Alessandro Stocco 9. Susanna Reppucci 10. Pietro Peloso 11. Juri Mattia 12. Joe Romano and TheStolenClipper 13. Christopher Grevener 14. The Sidèra 15. Rosario Bottone 16. Leandro Aponte 17. Manuel Piccoli 18. Myky Petillo 19. Vanja Vatle 20. Secondo and Rosanna 21. Vanessa Semprini 22. Theodor Xir 23. Alessandra Simone 24. Luca Cima 25. Marco D'Annunzio 26. Nanowar of Steel Dzień 2 – 14 grudnia 2021 1. Mattia Di Bernardo 2. Sara Ricci 3. Florent Amare 4. Rafel Senzacorona 5. Fedor Silvestrov 6. Williams Leslie Yapi 7. Maria Marchione 8. Gisele Abramoff 9. Anna Turrei 10. Francesca Bernardini 11. Maria Chiara Leoni 12. Rafel Senzacorona 13. Daniela Pisciotta 14. Marco Murrone 15. Elisa Del Prete 16. Annalaura Princiotto 17. Elettra Benedetto 18. Waleska Lafitte 19. Garon x Duan 20. Massimiliano Tufo 21. Martina Gaetano 22. Stefan Varga 23. Panagiotis Tsakalakos 24. Yana Gorbunova Dzień 3 – 15 grudnia 2021 1. Federico Baroni 2. Gabriele Cavalera 3. Leonardo Frezzotti 4. Fabienne Jacquemod 5. Giada Pintori 6. Jetem 7. Leandro Pallozzi 8. Nico Calvano 9. Aurora Carrus 10. Matilde Pieri 11. Diego Federico 12. Sara Mascella 13. Alessia Valentina Nicotra 14. MST 15. Libero Reina 16. Muriel 17. Juliana Davis 18. No Longer Player 19. Jennifer Turri 20. Chiara Malibrani 21. Ginevra Bencivenga | Dzień 4 – 16 grudnia 2021 1. Alice Burani 2. Gloria Galassi 3. Angela Madonia 4. Raimondo Cataldo 5. Noemi Mariani 6. Marco Saltari 7. Matilda Bonucci Dzień 5 – 17 grudnia 2021 1. Alessia Labate 2. Goji 3. Alex Ferro 4. Aaron Sibley 5. Ottobre Rosso 6. Jeezus 7. Rossella Zitiello 8. Milena Mingotti 9. Giulia Vitri 10. Maria Chiara Urbinati 11. Gloria Vampa 12. Asia Antonietti 13. Sophie Adebiyi Dzień 6 – 3 stycznia 2022 1. Marta Mormone 2. Daimon D. 3. Jacob Simpson 4. Federica Ebiuwa Russo 5. Lati K 6. Fulvio Vasarri 7. Brian Left 8. João Paulo and Miguel 9. Francesco Savoi Colombis 10. Laura Maria Giuliani 11. Silvia Cecchini 12. Santi Clarity 13. Ferdinand Rennie 14. Giuseppe Di Sette 15. I Dominguez 16. Giada Giordano 17. Giada Miccoli Dzień 7 – 4 stycznia 2022 1. Davide Rossi 2. Marco Saltari 3. Valentina Moro 4. Boavista 5. Marco Cazzamani 6. Joanna Popik 7. Michele Lattanzio 8. Lucienne Adamo 9. Sara de Blue 10. Yayanice 11. Alibi 12. Anna Faragò 13. Noor Amelie Mocchi 14. Maurizio Di Cesare 15. Eliška Mrázová 16. Luigi Benincasa 17. Silvia Benvenuti Dzień 8 – 5 stycznia 2022 1. Benedetto Grassotti 2. Art Demur 3. Fiammetta Anzevino 4. Sonia Mazza 5. Sabrina Morante 6. Chair 7. Masha Palazzo 8. Nicola Gullotta 9. Martina Guerra 10. J Nueve 11. Riccardo Foresi 12. Veronica Villa 13. Ashley 14. Demis Facchinetti 15. Caterina Calieri | Dzień 9 – 6 stycznia 2022 1. Benedetta Castelli 2. Matilde Montanari 3. Giagkos Ion Chlomoudis 4. Leonardo Savigne Desloy 5. Arianna Petruzzi 6. Ellis Teodor 7. Elena and Francesco Faggi 8. Matteo Giannaccini Gravante 9. Anna Ramaglia 10. Kurt Cassar 11. Karen Marra and Gionathan 12. Artemis Matafia 13. Dirasc'k 14. Luca Veneri 15. Francesca Ledonne 16. Manuel Russo 17. Blackøut! Dzień 10 – 7 stycznia 2022 1. Bryan Grauso 2. Derek Conyer 3. Marinella Vescovini 4. Mira D'Anello 5. Aelita 6. March. and Kiera Chaplin 7. Carlo Audino 8. I Koko 9. OnlySara 10. Mate 11. Brenda 12. Mad 13. Chiara Osso 14. Vian 15. Rash 16. Le Bebae 17. Nuël 18. Elia Pazzini 19. Lorenza Rocchiccioli Dzień 11 – 8 stycznia 2022 1. Federica Orsini 2. Sebastian Schmidt 3. Giuseppe Meca 4. Bucalone 5. Camilla Pollio 6. Eleonora Canuti 7. La Quinta Stagione 8. Irida Nasic 9. Giada Varaschin 10. Nada e Sissi 11. Giorgia Fumarola 12. Martina Affidato 13. Vina Rose 14. Fertur 15. Kimberly Genil 16. Gianmarco Gridelli 17. Vittorio Giorcelli 18. RaestaVinvE 19. Lorenz Simonetti 20. Snei Ap Dzień 12 – 9 stycznia 2022 1. Veronica Kirchmajer and Marc Mari 2. Luci Blu 3. Cassidy Civet 4. Corinna Parodi 5. Susanna Reppucci 6. Luca Segantini 7. Marco Gray 8. Dang 9. Federico Angelucci 10. Kamira 11. Sonia Mosca 12. Ilenia Parolisi 13. Fabrizio Cervellini 14. Katrin Roselli 15. Veronica Liberati 16. Luca Orlando Cozzolino 17. Francesco Tartarini 18. Marco Scuderi 19. Jessica Anne Condon 20. Allerija 21. IroniKe 22. Frio 23. Giorgia Barletta 24. Operapop 25. Frammenti | Dzień 13 – 10 stycznia 2022 1. Charles Onyeabor 2. Davide Puglisi 3. Tothem 4. Giovanni Capozio 5. Nicole Riso 6. Theo Gammino 7. Andrea Baldini 8. Angelo Monti 9. Roberto Maria Forte 10. Juno O 11. Elisa Mazza 12. Andrea Amati 13. Elia Bondi 14. Jeremi Sikorski 15. Riccardo Guglielmi 16. Tales of Sound 17. Kumi Watanabe 18. Simone Stragapede 19. Underoots 20. Martina Spaziani 21. Stefano Villani 22. Matteo Materassi 23. Smoma 24. Daniel Mincone 25. Valentina Livi 26. Marcin Szczurski Dzień 14 – 11 stycznia 2022 1. Hayley Tanzer 2. Riccardo Sarti 3. Libero Reina 4. Anita Guarino 5. Alessandro Iannone 6. Valentina Tioli 7. Simone Pastrello 8. Guglielmo Lai 9. Andrea Donzelli 10. Maddalena Cicorella 11. Santi Briguglio 12. Letizia Ciarrocchi 13. Simone Romano 14. Freeda Hanami 15. Giorgio Borghes aka Claudia F 16. Giuseppe (UBI) Grasso 17. Mariacristina Gionfriddo 18. Andrea Guidi 19. Oxa Sia 20. Leo Cuba 21. Alma Schneider 22. Fabrizio Sanna 23. Francesco Preci 24. Maria Papanaga 25. Stefania Moramarco 26. Christiana Vatista 27. Nudha 28. Silvia Pirani 29. Enrichetta Tandoi 30. Ironsides 31. Ellynora 32. Mavit 33. 2ies and Reskp 34. Thomas Grazioso |

### Półfinały i druga szansa
Cztery półfinały odbyły się w dniach 13–16 lutego 2022. W pierwszych trzech półfinałach udział wzięło 20 artystów, a w czwartym półfinale – sześciu artystów pochodzących z San Marino. Z każdego półfinału trzech artystów automatycznie zakwalifikowało się do finału. Druga szansa odbyła się 17 lutego 2022, wzięło w niej udział 15 artystów, którzy zajęli 4., 5., 6., 7. oraz 8. miejsca w pierwszych trzech półfinałach. Czterech artystów z drugiej szansy zakwalifikowało się do finału.
| Lp. | Artysta | Piosenka |
| --- | ------- | -------- |
| 1   |         |          |
| 2   |         |          |
| 3   |         |          |
| 4   |         |          |
| 5   |         |          |
| 6   |         |          |
| 7   |         |          |
| 8   |         |          |
| 9   |         |          |
| 10  |         |          |
| 11  |         |          |
| 12  |         |          |
| 13  |         |          |
| 14  |         |          |
| 15  |         |          |
| 16  |         |          |
| 17  |         |          |
| 18  |         |          |
| 19  |         |          |
| 20  |         |          |

| Lp. | Artysta | Piosenka |
| --- | ------- | -------- |
| 1   |         |          |
| 2   |         |          |
| 3   |         |          |
| 4   |         |          |
| 5   |         |          |
| 6   |         |          |
| 7   |         |          |
| 8   |         |          |
| 9   |         |          |
| 10  |         |          |
| 11  |         |          |
| 12  |         |          |
| 13  |         |          |
| 14  |         |          |
| 15  |         |          |
| 16  |         |          |
| 17  |         |          |
| 18  |         |          |
| 19  |         |          |
| 20  |         |          |

| Lp. | Artysta | Piosenka |
| --- | ------- | -------- |
| 1   |         |          |
| 2   |         |          |
| 3   |         |          |
| 4   |         |          |
| 5   |         |          |
| 6   |         |          |
| 7   |         |          |
| 8   |         |          |
| 9   |         |          |
| 10  |         |          |
| 11  |         |          |
| 12  |         |          |
| 13  |         |          |
| 14  |         |          |
| 15  |         |          |
| 16  |         |          |
| 17  |         |          |
| 18  |         |          |
| 19  |         |          |
| 20  |         |          |

| Lp. | Artysta            | Piosenka |
| --- | ------------------ | -------- |
|     | Alibi              |          |
|     | Elisa Mazza        |          |
|     | Garon x Duan       |          |
|     | Giada Pintori      |          |
|     | Ginevra Bencivenga |          |
|     | Giulia Vitri       |          |

| Lp. | Artysta | Piosenka |
| --- | ------- | -------- |
| 1   |         |          |
| 2   |         |          |
| 3   |         |          |
| 4   |         |          |
| 5   |         |          |
| 6   |         |          |
| 7   |         |          |
| 8   |         |          |
| 9   |         |          |
| 10  |         |          |
| 11  |         |          |
| 12  |         |          |
| 13  |         |          |
| 14  |         |          |
| 15  |         |          |

### Finał
Finał sekcji nowych artystów odbył się 18 lutego 2022. Wystąpiło w nim 16 artystów, a dziewięciu z nich zakwalifikowało się do finału.
| Lp. | Artysta | Piosenka |
| --- | ------- | -------- |
| 1   |         |          |
| 2   |         |          |
| 3   |         |          |
| 4   |         |          |
| 5   |         |          |
| 6   |         |          |
| 7   |         |          |
| 8   |         |          |
| 9   |         |          |
| 10  |         |          |
| 11  |         |          |
| 12  |         |          |
| 13  |         |          |
| 14  |         |          |
| 15  |         |          |
| 16  |         |          |

## Finał
Finał odbył się 19 lutego 2022. Wzięło w nim udział 18 artystów: dziewięciu kwalifikantów z finału sekcji nowych artystów oraz dziewięciu znanych artystów, którzy zostali wybrani oraz przyjęli zaproszenie od sanmaryńskiego nadawcy SMRTV.  
| Lp. | Artysta | Piosenka |
| --- | ------- | -------- |
| 1   |         |          |
| 2   |         |          |
| 3   |         |          |
| 4   |         |          |
| 5   |         |          |
| 6   |         |          |
| 7   |         |          |
| 8   |         |          |
| 9   |         |          |
| 10  |         |          |
| 11  |         |          |
| 12  |         |          |
| 13  |         |          |
| 14  |         |          |
| 15  |         |          |
| 16  |         |          |
| 17  |         |          |
| 18  |         |          |